# Itonia
Itonia é um gênero de traça pertencente à família Arctiidae.